# Stan Brakhage
James Stanley Brakhage (ur. 14 stycznia 1933, zm. 9 marca 2003) – amerykański reżyser, twórca eksperymentalnych filmów nienarracyjnych. Pierwszy film krótkometrażowy Interim zrealizował w roku 1952. Ponad 50 lat pracy twórczej zaowocowało filmografią obejmującą ok. 300 tytułów, trwających od kilku sekund do paru godzin.
W pracy wykorzystywał innowacyjne i niekonwencjonalne techniki filmowe takie jak: malowanie bezpośrednio na taśmie celuloidowej, dynamiczny 'fast cutting', wielokrotna ekspozycja oraz filmowanie "z ręki". Jego filmy charakteryzuje liryzm i ekspresywność.

## Życiorys
Urodzony 14 stycznia 1933 w Kansas City jako Robert Sanders, został adoptowany i przechrzczony 3 tygodnie po narodzinach przez Ludwika i Clarę Brakhage. Jako dziecko udzielał się w chórze kościelnym. Wychowywał się w Denver w stanie Kolorado, gdzie uczęszczał do szkoły średniej wraz z filmowcem Larrym Jordanem oraz muzykami Mortonem Subotnickiem i Jamesem Tenneyem. Razem założyli oni grupę teatralną o nazwie Gadflies.
Brakhage przez krótki okres uczęszczał do Dartmouth College, jednak zrezygnował ze stypendium aby skupić się na kręceniu filmów. Pierwszy z nich, Interim, ukończył w wieku lat 19. Muzykę do filmu skomponował jego przyjaciel ze szkoły James Tenney. W roku 1953 Brakhage przeprowadził się do San Francisco, gdzie zaczął uczęszczać do California School of the Arts. Nawiązał kontakt z poetami Robertem Duncanem i Kennethem Rexrothem. Po raz kolejny jednak nie udało mu się otrzymać dyplomu, wyjechał do Nowego Jorku w roku 1954. Tam spotkał wiele osobistości świata artystycznego, m.in. Mayę Deren, Willarda Maaas, Jonasem Mekasem, Marie Menken, Josepha Cornella, i Johna Cage'a. Z Cornellem Brakhage'em współpracował w trakcie realizacji dwóch filmów: Gnir Rednow oraz Centuries of June, natomiast Cage jest odpowiedzialny za ścieżkę dźwiękową do pierwszego kolorowego filmu Stanleya, In Between.
Późniejszy okres nie przyniósł Brakhage'owi oczekiwanego uznania, co doprowadziło go do depresji. Również jego sytuacja finansowa była na tyle niekorzystna, że przez chwilę rozważał samobójstwo. W trakcie pobytu w Denver poznał Mary Jane Collom, którą poślubił w 1957. Aby wspierać finansowo rodzinę, podejmował się kręcenia projektów komercyjnych. W 1959 Jane urodziła im pierwsze dziecko, co zostało uwiecznione w filmie Window Water Baby Moving.